# ボビー・フルトン
ボビー・フルトン（Bobby Fulton、本名：James Franklin Hines、1961年10月4日 - ）は、アメリカ合衆国のプロレスラー。オハイオ州チリコシー出身。
トミー・ロジャースとのタッグチーム、ザ・ファンタスティックスでの活躍で知られる。ジャッキー・フルトンことジョージ・ハインズは実弟。

## 来歴
1977年6月に16歳でデビューした後、地元のオハイオをはじめ各地のインディー団体をジョブ・ボーイとして転戦。1979年2月にはペンシルベニア州アレンタウンにおけるWWWFのTVショーに出場して、フレッド・カリーのジョバーを務めた。
1982年3月よりテネシー州メンフィスのCWAに参戦。ここでベビーフェイスの新鋭としてチャンスを与えられ、ジプシー・ジョー、トージョー・ヤマモト、アイアン・シーク、ロン・バスなどヒールのビッグネームと対戦。テリー・テイラーをパートナーに、当時大人気だったファビュラス・ワンズにあやかったファンタスティック・ワンズ（The Fantastic Ones）なるタッグチームも結成していた。
1983年11月からはカンザスシティのCSWに参戦。12月1日にロジャー・カービーを破り、NWAセントラル・ステーツTV王座を獲得した。1984年3月からはテキサス州サンアントニオのサウスウエスト・チャンピオンシップ・レスリングに登場。同月13日、エイドリアン・ストリートからUSジュニアヘビー級王座を奪取している。
1984年7月、ビル・ワットが主宰していたMSWAにおいて、トミー・ロジャースと新しいタッグチームを結成。チーム名は、フルトンがテイラーと組んでいたファンタスティック・ワンズを簡略化させ、ザ・ファンタスティックス（The Fantastics）と名付けられた。

以降、ロックンロール・エクスプレスに次ぐアイドル系のタッグチームとして女性や子供のファンからの大きな支持を獲得し、WCCW、CWA、UWF、MACWなど、各団体でタッグ王座を奪取。日本では全日本プロレスのマットで活躍した。
実弟のジャッキー・フルトンとのコンビでも活動しており、1992年にはジム・コルネット主宰のスモーキー・マウンテン・レスリングにおいて、スタン・レーン&トム・プリチャードのヘブンリー・ボディーズとSMWタッグ王座を巡る抗争を展開した。
ファンタスティックスを解散させた1996年以降は、地元のオハイオにて自身が主宰するインディー団体BTW（Big Time Wrestling）で活動。2000年代に入ると試合への出場は減少するも、2004年3月にはIWAジャパンにロジャースとのファンタスティックスとして久々に来日した。
以降もセミリタイアの状態ながらBTWへの出場を続け、2014年には団体名をWCPBTW（World Classic Professional Big Time Wrestling）に改称。2017年から2019年にかけてはシェーン・ダグラスを相手にレジェンド王座を争った。WCPBTWにはリッキー・スティムボート、ボブ・オートン・ジュニア、ホンキー・トンク・マンなど往年のレジェンド選手がゲスト出場しており、2019年3月16日にはロックンロール・エクスプレスのリッキー・モートンとのファンタスティック・エクスプレス（The Fantastic Express）も実現した。

## 得意技
- ドロップキック[2]
- ダイビング・クロス・ボディ[2]
- ダイビング・クローズライン[1]

## 獲得タイトル
セントラル・ステーツ・レスリング
- NWAセントラル・ステーツTV王座：1回[7]

サウスウエスト・チャンピオンシップ・レスリング
- SCW USジュニアヘビー級王座：2回[8]

ワールド・クラス・レスリング・アソシエーション
- NWAアメリカン・タッグ王座：2回（w / トミー・ロジャース）[13]
- WCWA世界タッグ王座：2回（w / トミー・ロジャース）[14]

コンチネンタル・レスリング・アソシエーション
- AWA南部タッグ王座：1回（w / トミー・ロジャース）[15]

ユニバーサル・レスリング・フェデレーション
- UWF世界タッグ王座：2回（w / トミー・ロジャース）[16]

ミッドアトランティック・チャンピオンシップ・レスリング
- NWA USタッグ王座（ミッドアトランティック版）：2回（w / トミー・ロジャース）[17]

スモーキー・マウンテン・レスリング
- SMWタッグ王座：1回（w / ジャッキー・フルトン）[9]